# Luigi Busà
Luigi Busà (Avola, 9 oktober 1987) is een Italiaans karateka. 
Busà won tijdens het olympische debuut van karate tijdens de 2020 de gouden medaille in de gewichtsklasse onder de 75 kilogram in het kumite. Busà werd in 2006 en 2012 wereldkampioen.

## Palmares
Individueel
- 2006 WK: -80kg
- 2010 WK: -75kg
- 2012 WK: -75kg
- 2014 WK: -75kg
- 2016 WK: -75kg
- 2018 WK: -75kg
- 2020 OS: -75kg